# NeNe Leakes

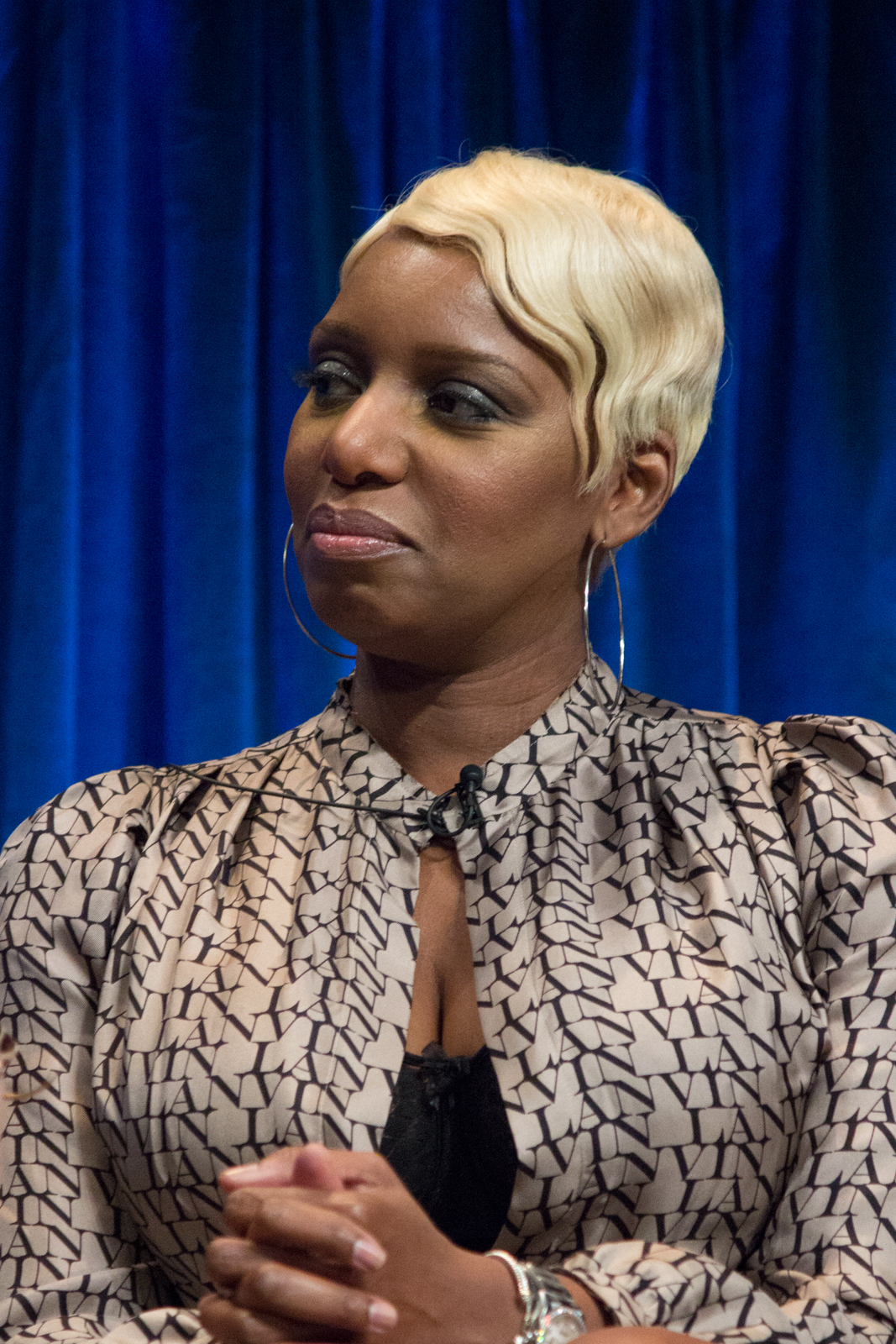
NeNe Leakes (2013)

NeNe Leakes (* 13. Dezember 1967 in Queens, New York als Linnethia Monique Johnson) ist eine US-amerikanische Schauspielerin und ein Reality-Soap-Star.

## Leben und Karriere
In Queens als Linnethia Monique Johnson geboren, verdiente sie einige Jahre lang ihr Einkommen als Stripperin unter dem Namen Silk.
NeNe Leakes begann ihre Karriere als Schauspielerin 2008 in der Reality Show The Real Housewives of Atlanta, in der sie bis heute zu sehen ist. Im Jahr 2011 nahm sie an der elften Staffel der Reality Show The Apprentice von NBC und Donald Trump teil, allerdings verließ sie das Set nach der Produktion der zehnten Folge. Grund dafür waren Differenzen mit Star Jones.
Der Regisseur Ryan Murphy ist ein großer Fan ihres Temperaments. Deswegen hat sie seit 2012 eine wiederkehrende Rolle in seiner Fernsehserie Glee als Roz Washington. Ebenfalls war sie von 2012 bis 2013 in der Serie The New Normal als Rocky Rhoades zu sehen. Die Serie wurde von Ryan Murphy mitproduziert.

### Persönliches
Leakes hat einen Sohn (* 1989) aus einer früheren Beziehung. Während ihrer Tätigkeit als Stripperin traf sie 1996 Gregg Leakes, einen Immobilieninvestor. Die beiden heirateten 1997 und wurden im Februar 1999 Eltern eines Sohnes. 2010 trennten sich die beiden und reichten 2011 die Scheidung ein. Diese war auch Teil der Handlung von The Real Housewives of Atlanta. Das Paar verlobte sich erneut an Neujahr 2013. Die Hochzeit fand am 22. Juni 2013 statt. Gregg Leakes starb am 1. September 2022 im Alter von 66 Jahren an Darmkrebs.
Leakes lebt in Duluth, einem Vorort von Atlanta.

## Filmografie
- 2008–2020: The Real Housewives of Atlanta (Realityshow)
- 2011: The Apprentice (Realityshow, zehn Folgen)
- 2012–2013: The New Normal (Fernsehserie)
- 2012–2015: Glee (Fernsehserie)
- 2021: Der Denver-Clan (Dynasty, Fernsehserie, Folge 4x16)